# Ditz (Fils)
Die Ditz ist ein Bach im Gemeindegebiet von Bad Ditzenbach im Landkreis Göppingen in mittleren Baden-Württemberg, der nach etwa zwei Kilometer langem nördlichem Lauf im Dorf von rechts in die obere Fils mündet. 

## Geographie

### Verlauf
Die Ditz entspringt auf etwa 675 m ü. NHN im Hangschutt unterhalb der Schläfhalde in einem Seitental der Fils zwischen dem Schloßberg mit der Hiltenburg und dem Oberbergfels. Am Oberlauf hat das Bachbett zahlreiche als Naturdenkmal ausgewiesene Kalksinterterrassen, über die das Wasser in kleinen Wasserfällen fließt. Kurz bevor sie auf durchweg nördlichem Weg am Ende des Brunnentals Bad Ditzenbach erreicht, fließt ihr von Osten her der Badwiesenbach zu. In Bad Ditzenbach mündet sie schließlich auf einer Höhe von etwa 504 m ü. NHN von rechts in die obere Fils.

### Zuflüsse
- Badwiesenbach (rechts), 1,2 km[2]